# Marc von Knorring
Marc von Knorring (* 19. April 1971 in Aurich) ist ein deutscher Historiker.

## Leben
Nach dem Abitur 1990 an der Integrierten Gesamtschule Aurich studierte er von 1990 bis 1997 Wirtschaftswissenschaften an der Universität Hannover (Teilexamen) und von 1998 bis 2002 im Magisterstudium mittlere und neuere Geschichte, deutsche Literaturwissenschaft und alte Geschichte in Passau. Nach dem Promotionsstudium in Bonn (2002–2004) war er von 2008 bis 2018 Assistent am Passauer Lehrstuhl für Neuere und Neueste Geschichte. 2013 habilitierte er sich dort. Seit 2020 lehrt er als außerplanmäßiger Professor für das Fach Neuere und Neueste Geschichte an der Universität Passau.
Die Schwerpunkte der Forschung von Marc von Knorring liegen im 19./20. Jahrhundert in den Bereichen Etiketteliteratur als Medium und Quelle, Monarchiegeschichte, deutsch-britische Beziehungen sowie Lebenserinnerungen und Historiographie im öffentlichen Kontext. Das 16./17. Jahrhundert betreffend beschäftigt er sich insbesondere mit den Themen Verfassung, Verwaltung, Gesetzgebung, Konfliktbewältigung und Friedenssicherung.
Seit 2022 leitet er das Bistumsprojekt Sexueller Missbrauch von minderjährigen Schutzbefohlenen durch katholische Kleriker im Bistum Passau 1945–2020.

## Schriften (Auswahl)
- Die Hochstiftspolitik des Passauer Bischofs Wolfgang von Salm (1541–1555). Passau 2006, ISBN 3-932949-55-2. Rezension, Rezension in der Zeitschrift der Savigny-Stiftung für Rechtsgeschichte. Germanistische Abteilung, Rezension im The Sixteenth Century Journal.
- Die Wilhelminische Zeit in der Diskussion. Autobiographische Epochencharakterisierungen 1918–1939 und ihr zeitgenössischer Kontext. Stuttgart 2014, ISBN 3-515-10960-9. Rezension in der Historische Zeitschrift, Rezension in den Forschungen zur Brandenburgischen und Preußischen Geschichte.